# Lars Ingelstam

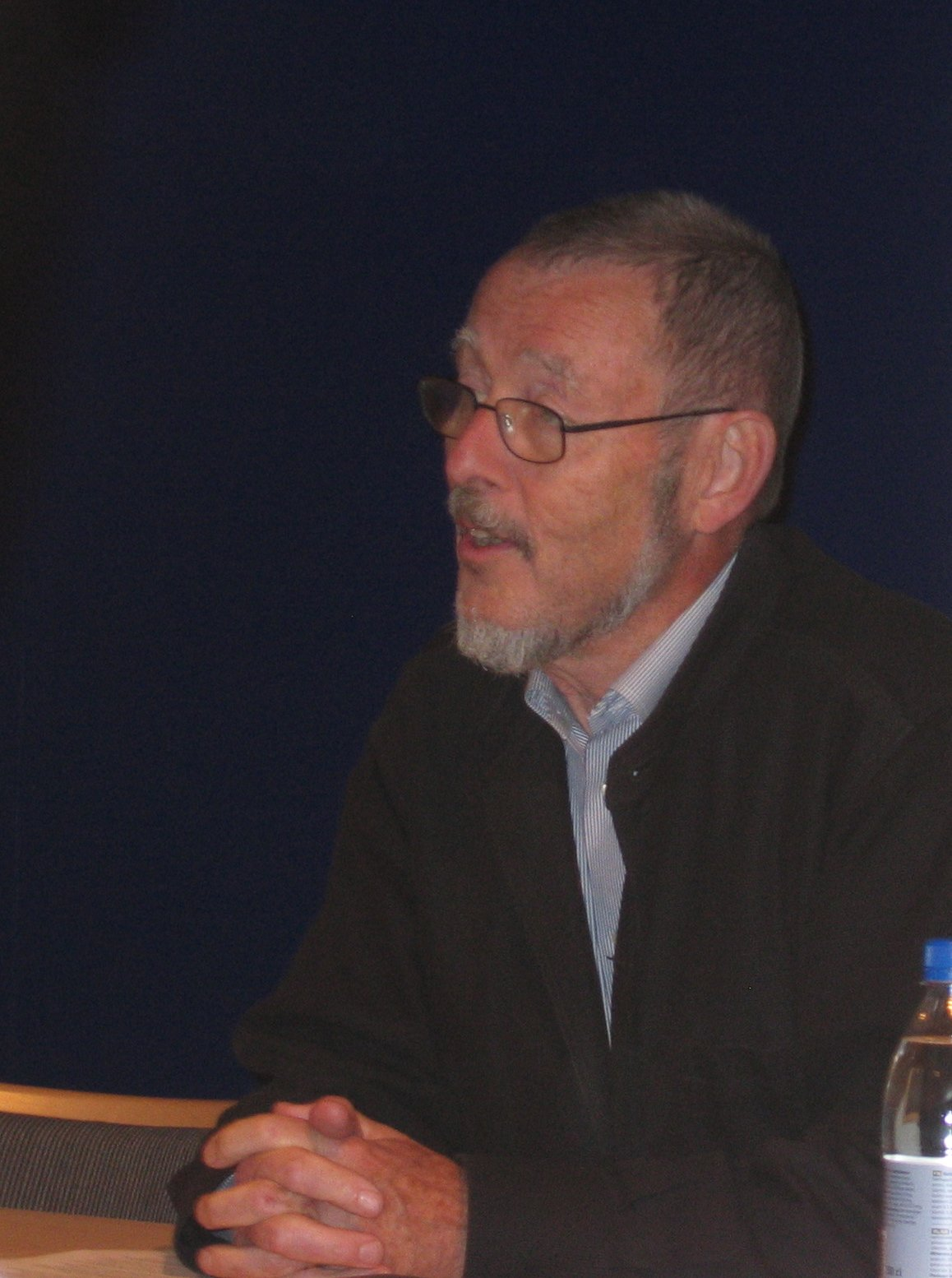
Lars Ingelstam
(vid Humanistdygnet 2006)

Lars Ingelstam, född 1937, professor emeritus. Tekn. dr. i matematik vid KTH och senare professor där.  Efter sju år som ledare för Sekretariatet för framtidsstudier var han verksam på Tema Teknik och social förändring vilket han 1980 var med och startade vid Linköpings universitet. Ett genomgående tema i hans böcker har varit ambitionen att se ekonomi ur ett bredare samhällsperspektiv. Han har sysselsatt sig med frågor kring arbete, fördelning, konsumtion och social ekonomi samt kritiserat överdrivet fokus på ekonomisk tillväxt. Under senare år har han också publicerat texter kring fred, säkerhet och internationell samverkan. 

## Akademisk karriär
Ingelstam studerade vid Kungliga Tekniska högskolan där han även tog sin doktorsgrad i matematik 1964 på doktorsavhandlingen Studies in real normed algebras, och var docent i matematik 1964-1966 och laborator/professor från 1966. Han var parallellt verksam som forskare i planeringsteori vid Försvarets forskningsanstalt 1968-1972, och därefter chef (huvudsekreterare) för Sekretariatet för framtidsstudier 1973-1980. Han kom sedan till Linköpings universitet där han verkat till sin pensionering 2002.  

## Ingelstam som samhällsdebattör
År 1975 publicerade Ingelstam tillsammans med Göran Bäckstrand en uppsats i Dag Hammarskjöldsstiftelsens tidskrift. I den argumenterade de bland annat för att Sverige skulle införa köttransonering och förbud för privatbilism i innerstäderna. Deras skrift Hur mycket är lagom? publicerades på svenska av Regeringskansliet och väckte en omfattande debatt. Under senare år har han publicerat böcker och artiklar kring fred, säkerhetspolitik och kärnvapen, delvis med anknytning till styrelseuppdrag inom Svenska Pugwash.

## Familj
Son till Erik Ingelstam. Lars Ingelstam är sedan 1960 gift med Margareta Ingelstam. Paret har fem döttrar, varav en är Lena Ingelstam.